# Oldřich Šroněk
Oldřich Šroněk (Jaroměř – 29. srpna 1948 Praha) byl český rada zemské zprávy a policejní ředitel.
Oldřich Šroněk se narodil v Jaroměři, kde chodil i na obecnou školu. Se studii pokračoval v Hradci Králové na gymnáziu (v letech 1905–1912) a v Praze na Právnické fakultě Univerzity Karlovy. Za studií se stal členem realistického klubu, a díky tomu se stýkal s budoucími prezidenty T. G. Masarykem a Edvardem Benešem i novinářem a politikem Janem Herbenem.
Po začátku první světové války byl odveden a sloužil v rodné Jaroměři u pěšího pluku 98. Následně byl na ruské, italské a albánské frontě. Při převratu v roce 1918 byl na dovolené v Jaroměři, kde se ihned nahlásil do československé armády a začal vést jaroměřskou posádku k obsazení pevnosti Josefov, která byla v té době obsazena Maďary.
Po propuštění z vojenské služby dokončil studia a následně u dr. Kaliny v Jaroměři působil jako advokátní koncipient. V roce 1920 nastoupil v Užhorodě na místo vrchního rady politické správy prezídia civilní zemské správy (presidiálního šéfa/přednosty zemského úřadu). Ve stejném roce se oženil s Olgou Frankensteinovou (1895–1982), rovněž rodačkou z Jaroměře, ovšem židovského původu, starší sestrou pozdější historicky umění Hany Volavkové.
V Užhorodě ve stejné funkci působil až do roku 1937, kdy se od 2. července stal policejním ředitelem. Ve funkci nahradil vrchního policejního radu Herra, který byl jmenován policejním ředitelem v Karlových Varech. Šroněk tuto pozici zastával do 5. března 1939. Tehdy s generálem Olegem Svátkem odjel do Prahy a nastoupil tam na policejní ředitelství. Za mobilizace byl pověřen úkolem styčného politického důstojníka u 12. divize.
Při cestě po Podkarpatské Rusi doprovázel bývalého rumunského krále Michala, za což obdržel vysoké rumunské ocenění. Ve stejném regionu doprovázel rovněž Edvarda Beneše s manželkou Hanou.
Na pražském policejním ředitelství působil až do roku 1944, kdy odešel do důchodu. Poté byl perzekvován, dán do koncentračního tábora v Bystřici na Benešovsku, kde byl držen po dobu 10 měsíců do 5. května 1945. Následně opět pracoval ve státní správě, nově na Osidlovacím úřadu (přednosta organizačního oddělení) a Fondu národní obnovy jako vládní rada. Tuto pozici vykonával až do své smrti.
Byl jmenován čestným občanem Jaroměře za to, že se společně s dr. Holdíkem a Otakarem Španielem zasloužil o to, že Jaroměř získala Okresní národní výbor.
Oldřich Šroněk zemřel v Praze náhle na infarkt dne 29. srpna 1948. Pohřben byl následně v pátek 3. září.